# Yves Makabu-Makalambay
Yves Makabu-Makalambay, né le 31 janvier 1986 à Bruxelles en Belgique, est un footballeur international congolais qui joue au poste de gardien de but.

## Biographie

### En club
Yves Makabu-Makalambay s'affilie d'abord au RSC Anderlecht puis rejoint le PSV Eindhoven en 2002. Un an plus tard, il est transféré par Chelsea, où il termine sa formation en 2005. Il est intégré au noyau professionnel en tant que troisième gardien au début de l'année 2006 avant d'être prêté six mois à Watford le 18 février 2006. En fin de saison, il décide de partir pour le club écossais d'Hibernian qui lui offre une place de titulaire. 

#### Hibernian
En Écosse, il est le premier gardien du club durant deux ans, jouant une soixantaine de matches. Il perd ensuite sa place et se retrouve troisième gardien dans la hiérarchie, à la suite notamment d'une relation délicate avec l'entraîneur John Hughes. 
En mars 2010, il perd son père, dont il était très proche, et sa motivation à jouer football décline. Les relations avec son club se compliquent, celui-ci n'admettant pas que le joueur fasse son deuil auprès de sa famille. Son contrat prend fin en juin 2010 et n'est pas prolongé. Il se retrouve alors sans contrat, et dit même à son agent qu'il compte arrêter le football. Finalement, c'est la mère du joueur qui le motive à reprendre le chemin des terrains.

#### Retour en Angleterre
Le 20 septembre 2010, il est recruté après trois semaines de test par le club gallois de Swansea City pour la saison 2010-2011, avec l'ambition de prendre à Dorus de Vries sa place de titulaire dans les buts des Swans. L'entraîneur de Swansea, Brendan Rodgers, le dirigeait alors qu'il jouait à Chelsea. Mais il ne joue en tout et pour tout que quatre matches en Coupe de la Ligue et en FA Cup, passant le reste de la saison sur le banc. Son contrat n'est pas prolongé en fin de saison et se retrouve à nouveau libre de contrat.

#### Retour en Belgique
Le 6 octobre 2011, il s'engage avec le FC Malines jusqu'au terme de la saison en tant que deuxième gardien, à la suite d'une longue blessure encourue par le n°1 Wouter Biebauw. Il ne joue que deux rencontres, une en championnat et une en Coupe. Il est à nouveau laissé libre au terme de son contrat. 
Après un an d'inactivité, le gardien signe un contrat de deux ans avec le Royal Antwerp FC, en Division 2 belge. Il ne joue que trois petites rencontres en 18 mois, et quitte le Bosuil lors du mercato d'hiver 2014-2015 à destination de la Roumanie.

#### Oțelul Galați
En Roumanie, Makabu-Makalambay pense trouver du temps de jeu et est d'ailleurs titulaire lors des deux premières rencontres contre le Dinamo Bucarest et Chiajna, toutes deux perdues. Le gardien bascule alors sur le banc définitivement. Sans contrat à l'issue de la saison, le portier met alors sa carrière entre parenthèses.

#### Retour en Angleterre
Après deux ans et demi d'inactivité, Yves Makabu-Makalambay reprend sa carrière avec le club de Wycombe Wanderers en tant que second gardien. Il prend part en tant que titulaire à deux rencontres d'EFL Trophy. En championnat, il monte au jeu pour la dernière demi-heure du dernier match de la saison en remplacement de Scott Brown. Le club finit la saison à la troisième place et est promu en League One.
Lors de sa deuxième saison au club, le gardien reste deuxième dans la hiérarchie. En championnat, il est titulaire à deux reprises, et monte une fois au jeu pour pallier l'exclusion de Ryan Allsopp. Il prend également part à trois matches d'EFL Trophy, et à une rencontre de Coupe de la Ligue. Au terme de cette saison, il n'est pas prolongé et raccroche définitivement ses gants.

### En sélections nationales
Repris comme deuxième gardien par Jean-François De Sart pour les Jeux olympiques 2008, il suit du banc le premier tour. Il monte au jeu à pour les 20 dernières minutes du quart de finale face à l'Italie, à la suite de la blessure de Logan Bailly. 
Il est également repris avec les « Diables Rouges » à l'occasion d'un match amical non officiel contre le Standard de Liège en février 2008, au cours duquel il joue une mi-temps.
En 2010, il choisir de porter les couleurs de la République démocratique du Congo, le pays d'origine de son père, un mois après le décès de ce dernier. Il joue son premier match en mai face à l'Arabie saoudite. Au total, il a porté quatre fois le maillot congolais.

## Vie personnelle
Yves Makabu-Makalambay s'est reconverti en tant que coach sportif. Il est très ami avec Didier Drogba, qui est par ailleurs parrain de son fils. Parallèlement à son contrat à Wycombe, il a également intégré l'organigramme de son club formateur, Chelsea, en tant qu'entraîneur des jeunes gardiens du centre de formation des Blues. 